# كينسوكي فوكودا
كينسوكي فوكودا (باليابانية: 福田 健介) (24 يوليو 1984 في شيزوكا في اليابان – )؛ هو لاعب كرة قدم ياباني سابق كان يلعب كمدافع.

## وصلات خارجية
- كينسوكي فوكودا على موقع رابطة كرة القدم اليابانية للمحترفين (اليابانية)
- كينسوكي فوكودا على موقع قاعدة بيانات كرة القدم.إي يو (الإنجليزية)
- كينسوكي فوكودا على موقع Soccerway.com (الإنجليزية)
- كينسوكي فوكودا على موقع عالم كرة القدم.نت (الإنجليزية)